# Terry Steib
James Terry Steib SVD (ur. 17 maja 1940 w Vacherie, Luizjana) – amerykański duchowny katolicki, werbista, biskup Memphis w Tennessee w latach 1993–2016.
Jest najstarszy z pięciorga rodzeństwa. W dzieciństwie pracował wraz z ojcem na plantacjach trzciny cukrowej. Pod wpływem środowiska, w którym dorastał, postanowił zostać kapłanem. Kształcił się w seminarium werbistów w Bay St. Louis w Missisipi, następnie w Conesus, Nowy Jork i Techny w Illinois. 6 stycznia 1967 otrzymał święcenia kapłańskie w zgromadzeniu werbistów. Był następnie nauczycielem i wykładowcą, odnosząc dalsze sukcesy w karierze naukowej. W latach 1976–1983 był superiorem Południowej Prowincji werbistów. W tym czasie sprawował też funkcję wiceprzewodniczącego Wyższych Przełożonych Zgromadzeń Zakonnych.
6 grudnia 1983 otrzymał nominację na biskupa pomocniczego Saint Louis ze stolicą tytularną Fallaba. Sakry udzielił mu ówczesny metropolita St. Louis John May. 24 marca 1993 mianowany ordynariuszem Memphis. W Konferencji Biskupów Amerykańskich zasiada jako Konsultant w Komitecie ds. Afroamerykańskich Katolików.